# Vox Mundi
A Vox Mundi é uma empresa brasileira de finalização audiovisual fundada em 1999 por Armando Torres Jr. e Valvênio Martins em São Paulo. Foi a primeira empresa do mercado de dublagem com tecnologia 100% digital. Em fevereiro de 2021, o grupo britânico VSI adquiriu a Vox Mundi.

## Filmografia parcial
Em ordem alfabética e por ano decrescente de lançamento no país de origem

### Seriados
2022
- Heartstopper[3]

2020
- Round 6[4]

2018
- Élite[5]

2015
- Killjoys[2]

2010
- Gold Rush (bra: Febre de Ouro)[2]

2004
- LazyTown[6]

1999
- Hi-5[2]

### Animações
2019
- Aggretsuko[1]

2005
- Backyardigans[7]

2013
- Doki[2]